# Bolesław Łazarski
Bolesław Łazarski ps. „Chmura” – (ur. 10 maja 1912 w Ostrowcu) - oficer Armii Ludowej oraz Straży Pożarnej, pułkownik ludowego Wojska Polskiego

## Życiorys
Po wybuchu II wojny światowej był żołnierzem Gwardii Ludowej, później został oficerem Armii Ludowej w stopniu porucznika. W 1943 wstąpił do PPR. Służył w 1 Brygadzie AL im. Ziemi Kieleckiej, w której pełnił funkcję oficera operacyjnego, od 14 sierpnia 1944 dowódcy I batalionu, a 12 września 1944 został przeniesiony do sztabu Obwodu III AL. W listopadzie 1944 wstąpił do ludowego Wojska Polskiego. Był oficerem politycznym. W 1946 był w stopniu majora. Brał udział w walkach z oddziałami podziemia antykomunistycznego. 
Przez pewien czas sprawował urząd wicewojewody rzeszowskiego. Został prezesem Zarządu Okręgu Wojewódzkiego Zawodowej Straży Pożarnej RP w Rzeszowie, a od 1 kwietnia 1950 do końca stycznia 1952 Komendantem Głównym Straży Pożarnych. Mianowany wówczas pułkownikiem pożarnictwa, a po zmianie nomenklatury, od 1951 kapitanem komendantem w pożarniczym korpusie oficerskim. Datę powołania Łazarskiego na stanowisko komendanta 1 kwietnia 1950 przyjęto za początek istnienia Komendy Głównej Straży Pożarnych. W latach 1957-1972 ponownie w ludowym Wojsku Polskim. Pełnił służbę w Głównym Zarządzie Politycznym Wojska Polskiego. Równocześnie działał w Zarządzie Głównym Związek Inwalidów Wojennych PRL oraz w ZBoWiD. Był wieloletnim sekretarzem Zarządu Głównego ZBoWiD.
W maju 1972 wszedł w skład Prezydium Zarządu Głównego ZBoWiD. W lutym 1973 przeszedł w stan spoczynku.

## Odznaczenia i ordery
- Krzyż Komandorski z Gwiazdą Orderu Odrodzenia Polski (1972)
- Order Krzyża Grunwaldu III klasy
- Order Sztandaru Pracy I klasy
- Krzyż Srebrny Orderu Virtuti Militari (1946)[3]
- Złota Odznaka honorowa „Za Zasługi dla Warszawy” (1967)[4]
- Złoty Znak Związku Ochotniczych Straży Pożarnych (1969)[5]
- Odznaka 25-lecia Ligi Obrony Kraju (1970)[6]
- wiele innych odznaczeń